# Težnost
Téžnost ali gravitácijska sila je ena od štirih osnovnih interakcij v naravi. Je sila, ki povzroča, da telesa z maso privlačijo drug drugega.
V vsakdanjem življenju je gravitacija najbolj opazna kot sila, ki da telesom z maso težo in povzroči, da padejo na tla po spustitvi iz neke višine. Med drugim povzroči tudi povezavo razpršenega materiala v Vesolju, zaradi česar nastanejo makroskopska telesa, kot so Zemlja, Sonce idr. Je tudi odgovorna za vzdrževanje gibanja Zemlje in drugih planetov po tirih okrog Sonca; za vzdrževanju gibanja Lune po tiru okrog Zemlje; za pojav bibavice; za pojav konvekcije, preko katere nastane tok tekočine; za segrevanje notranjosti nastajajočih planetov in zvezd do zelo visokih temperatur itd. Njeni prenašalni delci naj bi bili gravitoni.
V splošnem se lahko gravitacijsko silo med dvema telesoma, ki sta dovolj daleč narazen, da je njuna velikost zanemarljiva v primerjavi z njuno medsebojno razdaljo in se ju lahko ima za točkasti telesi v njunih težiščih, izračuna z Newtonovim splošnim gravitacijskim zakonom:
{\displaystyle F_{g}=\kappa {\frac {m_{1}m_{2}}{r^{2}}}\!\,,}
kjer so:
- {\displaystyle m_{1}\,}, {\displaystyle m_{2}} – masi teles
- {\displaystyle r\,} – razdalja med težiščema teles
- {\displaystyle \kappa \,} – gravitacijska konstanta

(Splošna) gravitacijska konstanta je enaka:
{\displaystyle \kappa =(6,67428\pm 0,0010)\cdot 10^{-11}\,\mathrm {N\cdot m^{2}/kg^{2}} \!\,.}
Enačba pa tudi ne velja le za točkasta telesa, pač pa tudi za homogeni krogli z razdaljo r med njunima središčema. Omeniti je treba naslednji 2 dejstvi:
1. gravitacijska sila je vedno privlačna (torej nikoli odbojna).
2. gravitacijska sila je zelo šibka, razen v primeru, da ima vsaj eno od teles zelo veliko maso (npr. asteroidi, planeti ali zvezde).

Moderna fizika sicer opisuje gravitacijo s pomočjo splošne teorije relativnosti, pri kateri je gravitacija posledica ukrivljenja prostor-časa.
Prej je bilo navedeno, da je gravitacijska sila vedno privlačna, vendar to ne drži. Leta 1916 je Albert Einstein dokazal, da h gravitacijski sili prispevata še temperatura in tlak. Obstajata dve vrsti tlaka: pozitivni in negativni. V vesolju prevladuje pozitivni tlak, zaradi česar je gravitacija privlačna. Če pa bi Higggsovo polje, ki je edino tega zmožno, pristalo na višji vrednosti, bi prevladoval negativni tlak, zaradi česar bi se telesa odbijala. Če bi bilo enaka količina pozitivnega in negativnega tlaka, bi se gravitacija izničila.